# 苏联的民族划界

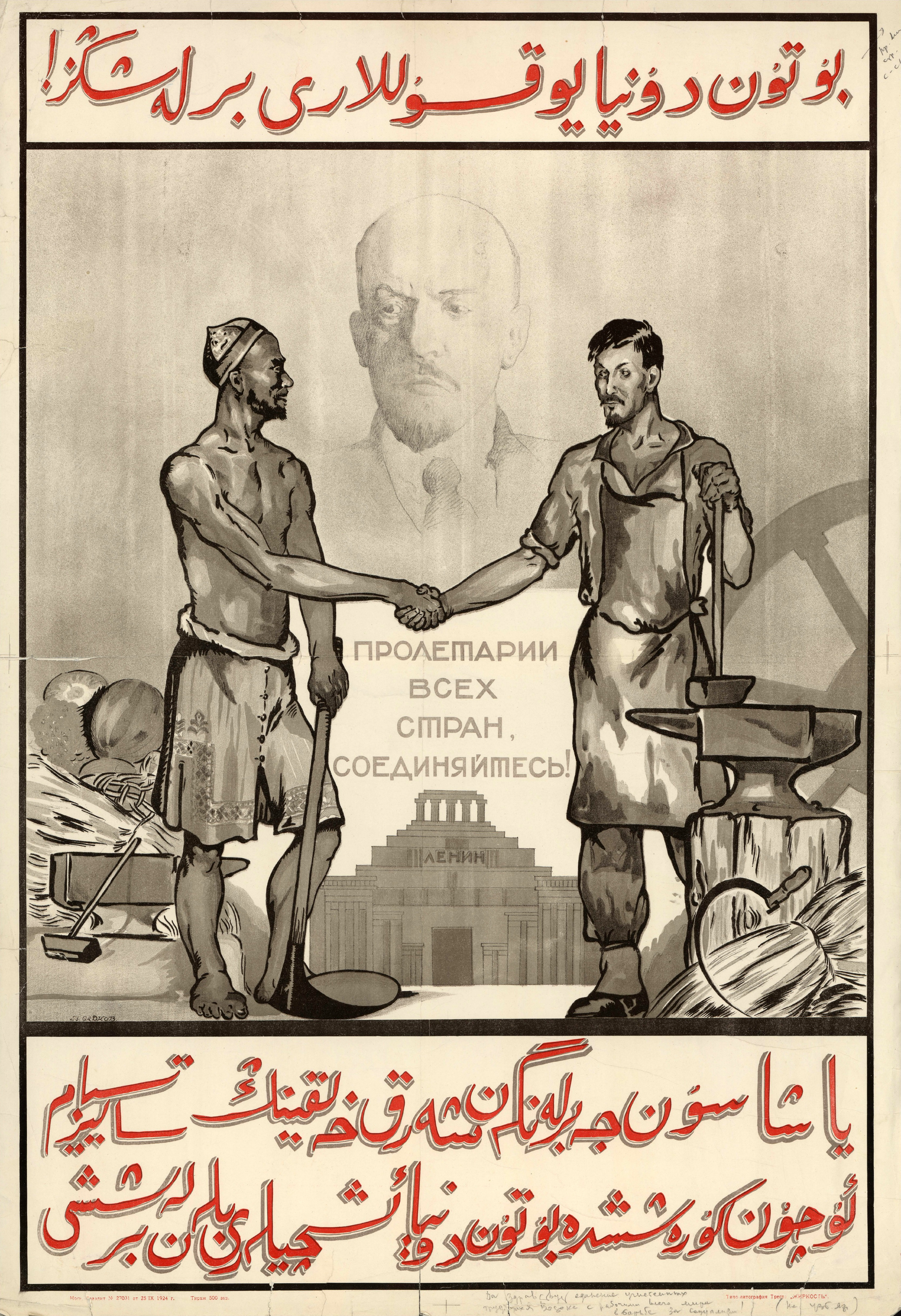
“东方被压迫劳动者和全世界工人在争取社会主义的斗争中的团结万岁！”，一张1924年用乌兹别克语印制的苏联海报。

苏联的民族划界（俄語：Национальное размежевание в СССР）是指从苏联及其下辖地区的民族多样性中划定明确的民族地域单位（苏维埃社会主义共和国、苏维埃社会主义自治共和国、自治州、区和自治区）的过程。
俄语中对这一苏联国家政策的称呼是“民族-地域划界”；在英语文献中有多种译法，包括“民族-地域划界”、“划界”或“分割”等。民族划界是行政地域划分变化的一个组成部分，行政划分变化还包括调整地域单位边界，但不一定与民族或民族考虑相关。
苏联的民族划界不同于“民族建构”，后者通常指民族地域单位（民族国家）政府在划界之后实施的政策和行动。在大多数情况下，苏联的民族划界之后，紧接着实行“本土化”。